# Niedźwiedzi Róg
Niedźwiedzi Róg [ɲɛd͡ʑˈvjɛd͡ʑi ˈruk] (deutsch Bärenwinkel) ist ein Dorf in der polnischen Woiwodschaft Ermland-Masuren. Es gehört zur Gmina Ruciane-Nida (Stadt- und Landgemeinde Rudczanny/Niedersee-Nieden) im Powiat Piski (Kreis Johannisburg).

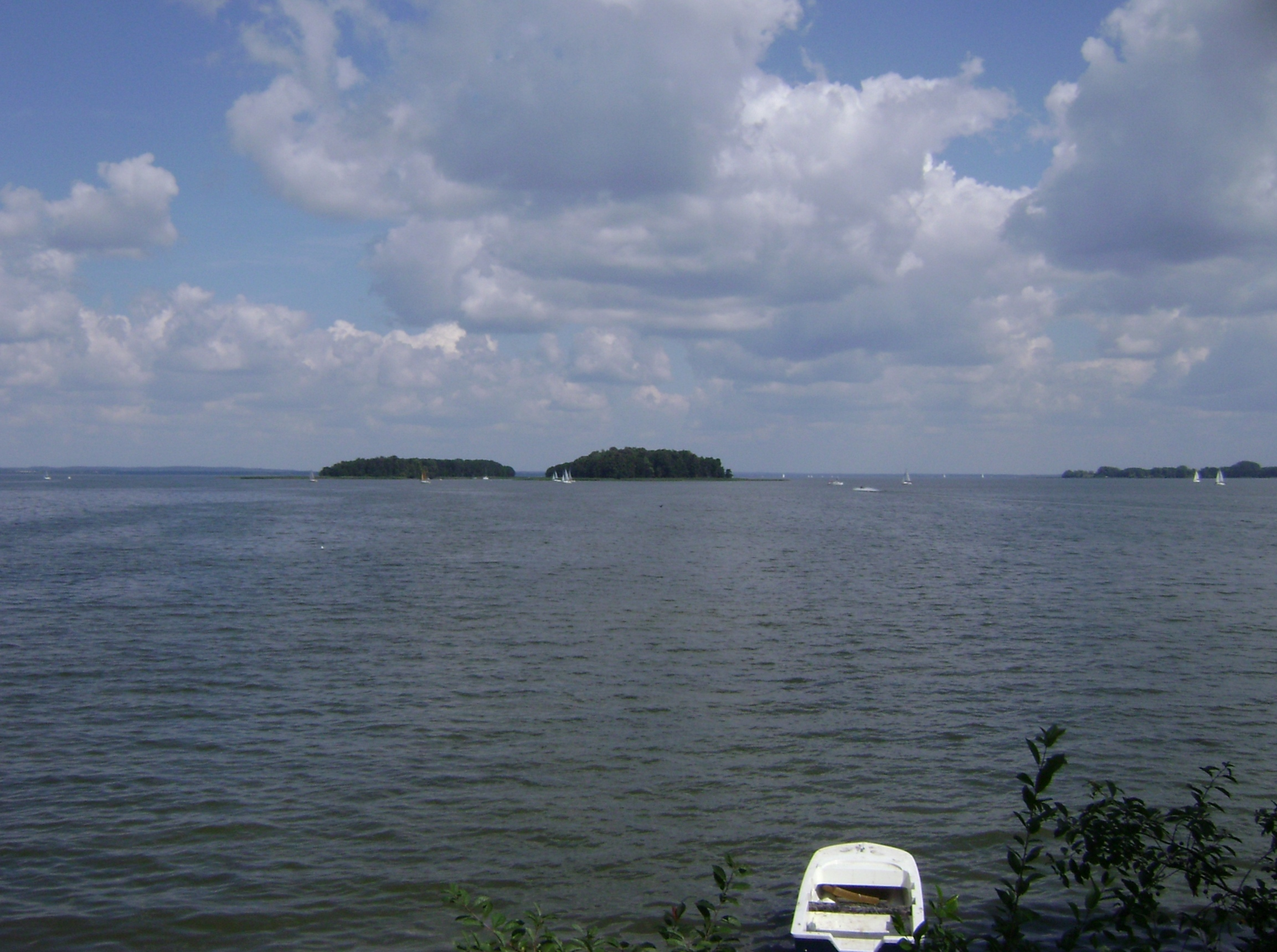
Blick auf den Spirdingsee bei Niedźwiedzi Róg

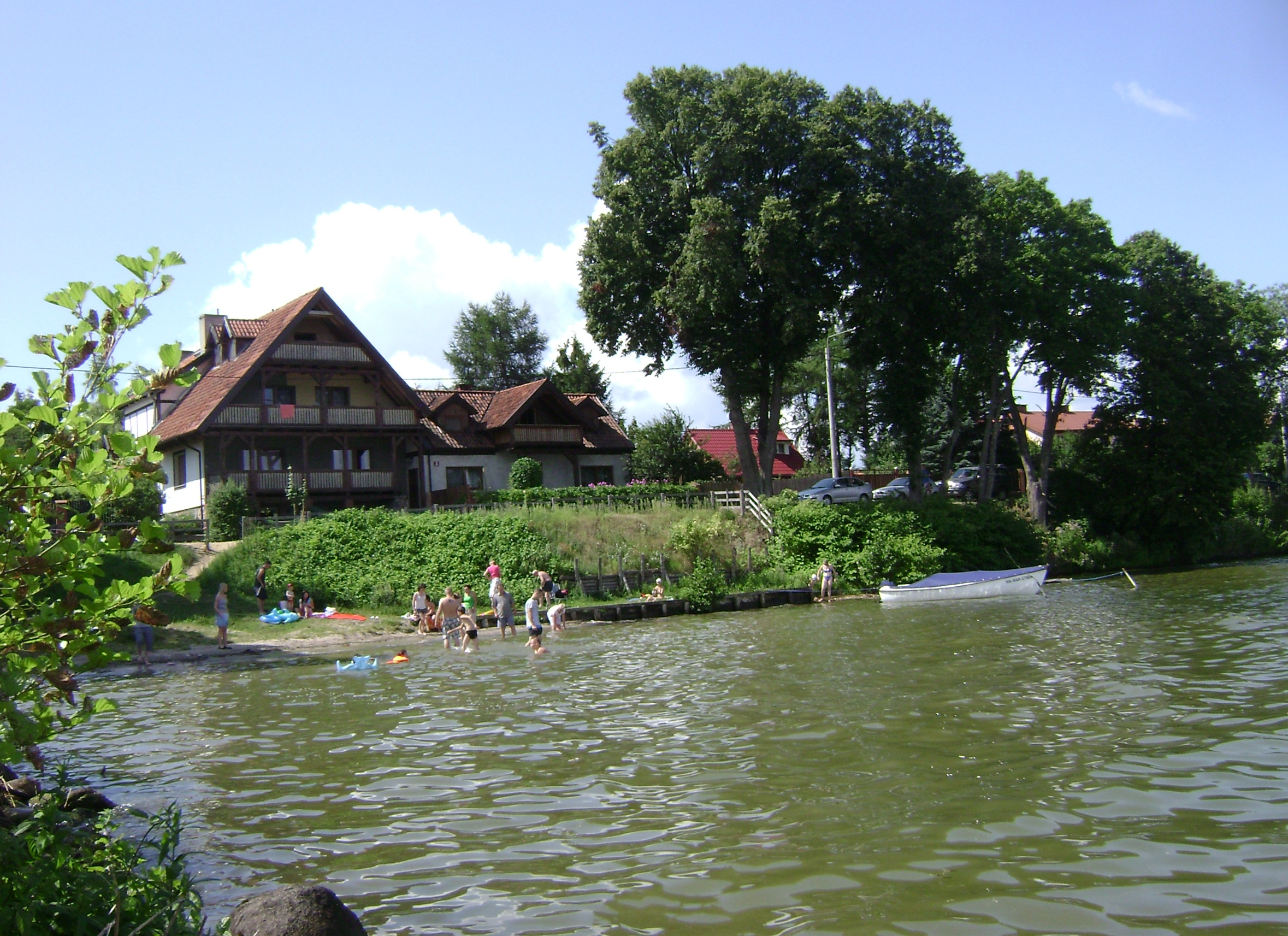
Spirdingsee-Badestelle in Niedźwiedzi Róg

## Geschichte
Das kleine nach 1785 Niedzwiedzirog und nach 1818 Niedzwedzirog genannte Dorf bestand ursprünglich nur aus zwei kleinen Höfen. Es liegt im Südlichen Osten der Woiwodschaft Ermland-Masuren am Südufer des Spirdingsees (polnisch Jezioro Śniardwy), 13 Kilometer nordwestlich der Kreisstadt Pisz (deutsch Johannisburg). Im Jahre 1874 wurde der ab 1907 Bärenwinkel genannte Gutsbezirk in den neu errichteten Amtsbezirk Snopken (1938 bis 1945 Wartendorf, polnisch Snopki) eingegliedert, aber schon vor 1908 in den Amtsbezirk Weissuhnen (polnisch Wejsuny) umgegliedert. Es war beide Male Teil des Kreises Johannisburg im Regierungsbezirk Gumbinnen (ab 1905: Regierungsbezirk Allenstein) in der preußischen Provinz Ostpreußen. 1895 zählte Bärenwinkel 48 Einwohner. 1910 verlor der Gutsort seine Eigenständigkeit und wurde in die Nachbargemeinde Konzewen (1938 bis 1945 Warnold, polnisch Końcewo) eingemeindet. 

## Religionen
Bis 1945 war der Ort in die evangelische Dorfkirche Groß Weissuhnen in der Kirchenprovinz Ostpreußen der Kirche der Altpreußischen Union und außerdem in die römisch-katholische Kirche Johannisburg im Bistum Ermland eingepfarrt. Der Bezug zu diesen beiden Kirchen änderte sich auch nach 1945 nicht, als Bärenwinkel als „Niedźwiedzi Róg“ eine polnische Ortschaft im Verbund der Stadt- und Landgemeinde Ruciane-Nida (Rudczanny/Niedersee-Nieden) im Powiat Piski (Kreis Johannisburg) geworden und bis 1998 der Woiwodschaft Suwałki, seither aber der Woiwodschaft Ermland-Masuren zugehörig war. 

## Verkehr
Seine abgelegene Lage macht eine Bahnanbindung nicht möglich, lediglich eine Nebenstraße führt von Wejsuny aus in den Ort am Spirdingsee-Ufer. 2011 zählte Niedźwiedzi Róg  immerhin 107 Einwohner und ist gegenwärtig ein Schulzenamt (polnisch Sołectwo) innerhalb der Stadt- und Landgemeinde Ruciane-Nida.